# نيكولاس هندرسون
نيكولاس هندرسون (بالإنجليزية: Nicholas Henderson)‏ هو موظف مدني وكاتب ومؤلف ودبلوماسي وسياسي بريطاني، ولد في 1 أبريل 1919، وتوفي في 16 مارس 2009 في لندن في المملكة المتحدة.

## مناصب
- انتخب Principal Private Secretary to the Secretary of State for Foreign and Commonwealth Affairs [الإنجليزية]‏ (1963 – 1965).
- انتخب ambassador of the United Kingdom to West Germany ‏ (1972 – 1975).
- انتخب سفير المملكة المتحدة لدى بولندا (1969 – 1972).
- انتخب سفير بريطانيا لدى الولايات المتحدة (1979 – 1982).
- انتخب سفير المملكة المتحدة لدى فرنسا  [لغات أخرى]‏ (1975 – 1979).

## روابط خارجية
- نيكولاس هندرسون على موقع مونزينجر (الألمانية)